# Lansdowne Park
Lansdowne Park è un impianto sportivo multifunzione che si trova a Ottawa, capitale del Canada.
Di proprietà comunale, è gestito dall'agenzia pubblica Ottawa Sports and Entertainment Group.
Inaugurato nel 1909 su un'area già adibita a uso ludico fin dalla seconda metà del secolo precedente, è dedito essenzialmente alla pratica del football canadese e del calcio, disciplina del cui campionato mondiale femminile ha ospitato gare nel 2015; più recentemente è stata sede di gare di rugby a 15 femminile internazionale, con la disputa del Pacific Four Series 2023.
Nel corso della sua storia è stato noto con il nome di Frank Clair Stadium dal 1993 al 2011, per via dell'intitolazione a Frank Clair, storico allenatore di football canadese; dal 2011 è chiamato con il nome commerciale di TD Place Stadium per via di accordo di naming con l'istituto finanziario Toronto-Dominion Bank.
Al 2023 è l'impianto interno del club calcistico Atlético Ottawa e di quello di football canadese Ottawa Redblacks. 

## Storia
L'area del Lansdowne Park è stata usata per praticare attività sportive, come l'equitazione o il rugby, fin dagli ultimi decenni del XIX secolo, tuttavia la prima costruzione di una tribuna fissa risale al 1909.
Lansdowne Park è stato l'impianto casalingo degli Ottawa Rough Riders, storica squadra della CFL, ospitando anche due incontri contro la squadra NFL dei New York Giants, entrambi vinti dagli statunitensi: il primo il 12 agosto 1950, terminato 6-27 , il secondo l'11 agosto dell'anno successivo, terminato 18-41.
Il primo grande ampliamento dello stadio si ebbe nel 1960, quando con la costruzione della tribuna sud venne superata la capienza di 20.000 spettatori. Nel 1993 l'impianto venne dedicato a Frank Clair, storico allenatore di football cittadino.
Nel 2007 alcuni problemi strutturali portarono alla chiusura precauzionale della tribuna sud, in quell'occasione si decise di recuperare tutta l'area e ricostruire totalmente lo stadio. I lavori cominciarono nel 2011 e terminarono dopo tre anni, in modo da permettere l'uso dell'impianto rinnovato a due nuove franchigie guidate dalla stessa proprietà: la squadra di calcio dell'Ottawa Fury e quella di football dei RedBlacks. Il nuovo stadio, ribattezzato TD Place Stadium, è stato portato a una capienza di 24.000 posti.